# Lobsang Palden Yeshe
Lobsang Palden Yeshe (1738–1780) fut le 6e panchen-lama. 
En 1758 naquit Jamphel Gyatso qui allait être reconnu comme le 8e dalaï-lama. Le jeune enfant regardait souvent en direction du ciel avec un sourire et s’asseyait en lotus, en position de méditation. Quand le 6e panchen-lama entendit parler de l’enfant, il dit : « Il est la réincarnation authentique du Dalaï Lama. » L’enfant fut amené au monastère du Panchen Lama, le Tashilhunpo, à Shigatse, où s’effectua la cérémonie de reconnaissance. Le 6e panchen-lama lui donna le nom bouddhique de Jamphel Gyatso. À l’âge de sept ans, Jamphel Gyatso reçu ses vœux monastiques de novice du 6e panchen-lama au palais du Potala.
À la suite du renversement de la dynastie des Mallas au Népal par les Gurkhas hindouistes du Népal occidental. En conséquence, le royaume du Bhoutan s’empare de celui du Sikkim et envahit l’État hindou du Cooch Bihâr, au nord du Bengale, dont le Rajah demande assistance à Warren Hastings, le gouvernement britannique à Calcutta, qui dépêche un bataillon d’infanterie indienne mettant en fuite et poursuivant jusqu’au Bhoutan les Bhoutanais, lesquels demandent l’intervention du 6e panchen-lama afin d’obtenir le retrait des britanniques. Fin 1773, deux émissaires du panchen-lama, le Tibétain Padma et le gosain (moine errant) Purangir, apportent un message à Calcutta. Amical mais ferme, le panchen-lama y affirme que le Bhoutan étant un État vassal du Tibet, ce dernier s’estime attaqué. Il accompagne son message de riches présents. Warren Hastings en déduit que le Tibet est riche et qu’un commerce serait avantageux. Il ordonne le retrait des troupes indiennes et décide d’envoyer un émissaire britannique accompagnant Purangir pour discuter des relations anglo-tibétaines avec le panchen-lama. 
Le 6e panchen-lama rencontra George Bogle (1746-1781), un aventurier et diplomate écossais, émissaire de la Compagnie des Indes britanniques, à Shigatse. Bogle se lie d’amitié avec le panchen-lama, étudie la langue et les coutumes du pays et épouse une Tibétaine parente du panchen-lama.
En 1780, Lobsang Palden Yeshe s’est rendu à Pékin, sur l'invitation de l'empereur Qianlong, pour prendre part aux fêtes du 70e anniversaire de ce dernier en 1781, et il fut près d'obtenir un passeport pour Bogle. Qianlong  lui a présenté une urne d'or en usage dans les cérémonies de loteries, et la bienveillance a semblé suggérer qu’un passeport ait été distribué. Cependant, Lobsang Palden Yeshe est mort de la variole peu de temps après son arrivée à Pékin. Certains auteurs suspectent qu’il ait pu être empoisonné,.